# 1836 en littérature
| Années de la littérature : 1833 - 1834 - 1835 - 1836 - 1837 - 1838 - 1839    |
| Décennies de la littérature : 1800 - 1810 - 1820 - 1830 - 1840 - 1850 - 1860 |

Cet article présente les faits marquants de l'année 1836 en littérature.

## Événements
- 9 janvier : mort de la mère de Tocqueville ; un partage familial attribue à Alexis le château de Tocqueville ainsi que le titre de comte, qu'il ne portera pas.
- 31 janvier : dans la Revue de Paris, féroces attaques de Gustave Planche contre Victor Hugo.
- 4 mars : Arthur de Gobineau, grâce à la protection du géographe Eyriès, songe à collaborer au journal asiatique.
- 1er avril : Alexis de Tocqueville publie dans la London and Westminster Review, un long article, « L'état social et politique de la France avant et après 1789 », qui est sa première étude sur l'Ancien Régime et la Révolution française
- 1er mai : Victor Hugo installe sa famille pour l’été à Fourqueux (près de Marly).
- 11 mai : Gobineau rencontre le poète Édouard Turquety qui le complimente sur ses vers.
- 12 mai : Honoré de Balzac s'en prend à  Thiers dans son journal la Chronique de Paris.
- 23 mai : réconciliation définitive de Victor Hugo avec Alexandre Dumas (qui rédigera Notes dictées par Victor Hugo, écrites par moi).
- 15 juin - 21 juillet : en compagnie de Célestin Nanteuil, voyage de Victor Hugo avec Juliette Drouet : Chevreuse, Rambouillet, Maintenon, Chartres, La Loupe, Nogent-le-Rotrou, Alençon (le 19 juin, Nanteuil les quitte), Lassay, Mayenne, Jublains, Ernée, Fougères, Antrain, Pontorson, Dol, Saint-Malo, Châteauneuf, Dinan, le Mont-Saint-Michel, Avranches, Granville, Coutances, Saint-Lô, Saint-Jean-de-Daye, Carentan, Périers, La Haye-du-Puits, Portbail, Barneville, Cherbourg (le 3 juillet, Nanteuil les y rejoint ce jour-là), Barfleur, Valognes, Sainte-Mère-Église, Isigny, Bayeux, Courseulles-sur-Mer, Caen, Troarn, Pont-l'Evêque, Honfleur, Pont-Audemer, Yvetot, Saint-Valery-en-Caux, Barentin, Rouen, Gisors.
- 27 juin : la comtesse Guidoboni-Visconti, qui a Honoré de Balzac comme amant, l'envoie régler des affaires pour le compte de sa famille.
- 3 juillet : Honoré de Balzac découvre l'Italie. Il arrive à Turin où il règle des affaires pour le compte des Guidoboni-Visconti.
- 7 juillet - 15 septembre : Alexis de Tocqueville part avec sa femme pour un voyage d'agrément en Suisse via Metz, Strasbourg et Bâle. Ils arrivent à Berne au moment où se réunit la diète fédérale (24 juillet). Après un séjour dans la ville de cure de Baden, ils repartent pour la France via Lucerne, Interlaken et Genève (8-12 septembre). Le 15 septembre, les Tocqueville sont de retour à Paris.
- 22 juillet : au cours d’un duel, Émile de Girardin blesse gravement Armand Carrel, directeur du journal Le National. Ce dernier décède trois jours après. Ses obsèques, le 25 juillet, sont l’occasion d’un grand rassemblement de l’opposition républicaine et légitimiste.
- 22 août : Honoré de Balzac, dans une lettre à Ewelina Hańska, donne les clefs de compréhension de son roman le Lys dans la vallée. L'héroïne, Madame de Mortsauf n'est qu'une pâle épreuve de Laure de Berny.
- 2 septembre : début du procès entre François Buloz, directeur de la Revue des Deux Mondes, et Honoré de Balzac. Buloz a vendu à Saint-Pétersbourg les épreuves non corrigées de Le Lys dans la vallée.

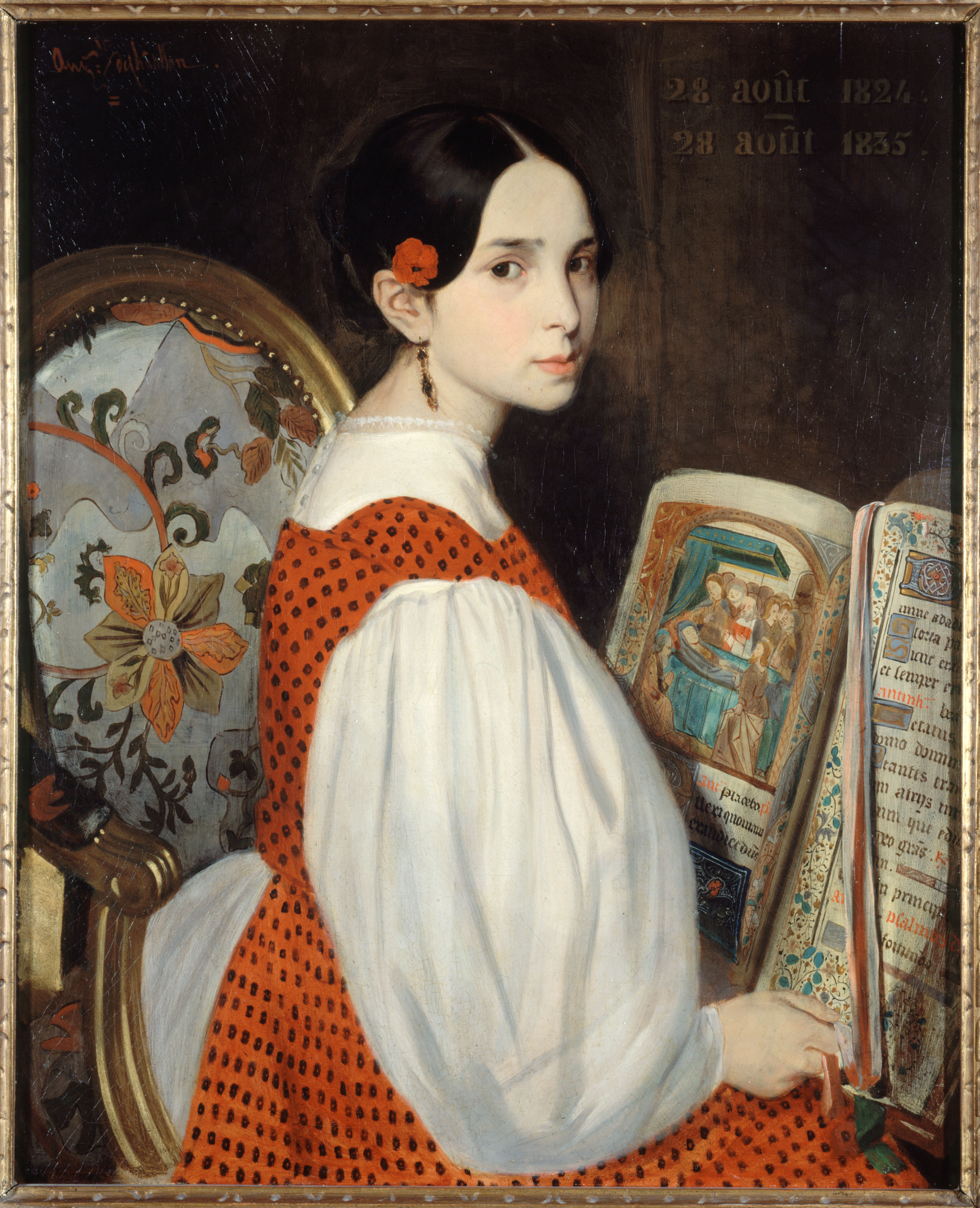
Léopoldine Hugo.
Peinte par Auguste de Châtillon en 1836, le jour de sa première communion.

- 8 septembre, Fourqueux : première communion de Léopoldine Hugo. Sujet d'un tableau d'Auguste de Châtillon. À la fin du mois d'octobre, la famille Hugo rentre à Paris.

## Presse
- 3 janvier : Honoré de Balzac lance la nouvelle série du journal La Chronique de Paris[1].
- 16 juin : Émile de Girardin fonde le journal « La Presse». Théophile Gautier édite son premier article dans la Presse, où il travaille jusqu’en 1855. La Vieille Fille d'Honoré de Balzac fait scandale lors de sa publication dans La Presse.

- L’écrivain romantique hongrois Mihály Vörösmarty dirige la revue Athenaeum.
- L'écrivain russe Alexandre Pouchkine fonde Le Contemporain.
- Publication à Paris de L'italiano. Giuseppe Mazzini y publie son essai, Filosofia della musica.

## Parutions

### Essais
1. 16 janvier : Alexis de Tocqueville De la démocratie en Amérique, chez Gosselin, en 2 volumes.
2. 26 novembre : l'ancien saint-simonien Michel Chevalier publie ses Lettres sur l'Amérique du Nord.
3. Joseph Görres (1776-1848) : Mystique divine, naturelle et diabolique (1836-1842).
4. František Palacký (1798-1876, historien allemand) : Histoire de Bohême (en allemand).

### Romans
- L'écrivain britannique Charles Dickens publie sa première œuvre à succès, Les Papiers posthumes du Pickwick Club.

#### Auteurs francophones
- Honoré de Balzac, Le Lys dans la vallée.
- Honoré de Balzac, la Vieille Fille,  publié en feuilleton dans le quotidien La Presse.
- Théophile Gautier, Mademoiselle de Maupin.
- Alphonse de Lamartine, Jocelyn.
- Alfred de Musset, La confession d'un enfant du siècle, roman autobiographique.
- George Sand, Simon.

#### Auteurs traduits
1. Miguel de Cervantes (1547-1616, espagnol) : L’Ingénieux Hidalgo Don Quichotte de la Manche, première et deuxième parties, traduites par Louis Viardot, éd. J.-J. Dubochet. Édition avec illustrations de Tony Johannot.
2. Charles Dickens (1812-1870, anglais) : Pickwick papers (Les Papiers posthumes du Pickwick Club).
3. Domenico Guerrazzi (italien) : Le siège de Florence, roman historique.
4. Alexandre Pouchkine (1799-1837, russe) : La Fille du capitaine.
5. Alexandre Pouchkine : Le Convive de Pierre.
6. Mihály Vörösmarty (1800-1855, hongrois) : Ode à la Nation.

## Recueils de poésies
- Vaublanc, Le dernier des césars (épopée)

## Théâtre
- 26 mars : reprise d'Angelo, tyran de Padoue de Hugo au Théâtre-Français.
- L’écrivain romantique portugais Almeida Garrett fonde le Théâtre national et le Conservatoire national.

- Alfred de Musset (1810-1857) : Il ne faut jurer de rien
- Nicolas Gogol (1809-1852) : Le Revizor

## Principales naissances
- 29 novembre : Eugène Le Roy, écrivain français († 6 mai 1907).

## Principaux décès
- 10 février : Mme de Rimford, qui tenait salon et était amie de Guizot.